# Taille

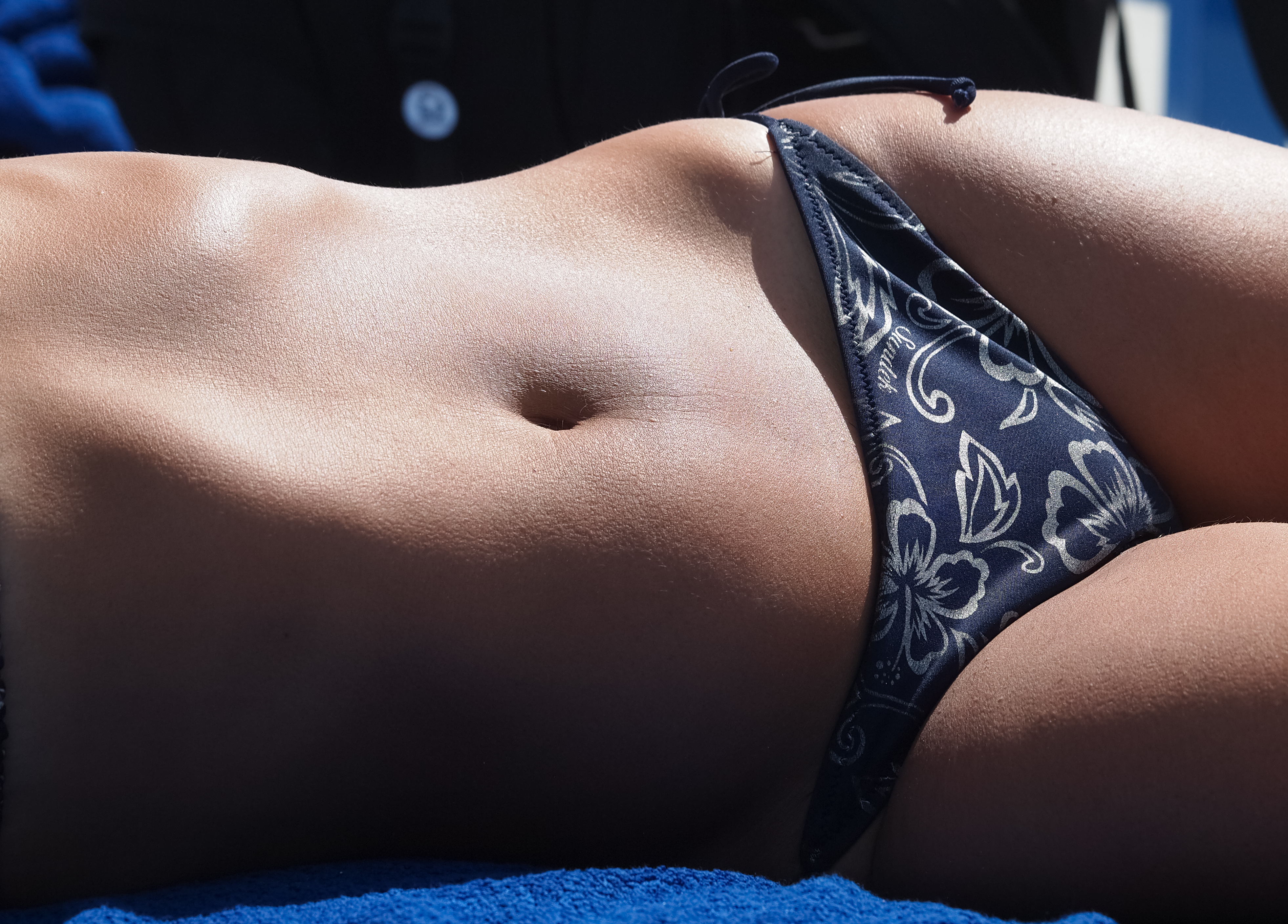
Taille (Mitte) und Hüfte (rechts) einer Frau.

Taille (französisch taille ‚(Körper)schnitt‘, ‚Wuchs‘, zu: tailler ‚(zer)schneiden‘) bezeichnet in der Regel die schmalste Stelle des zwischen Hüfte und Brustkorb gelegenen Rumpfs. Laut Duden beschreibt sie auch die Gürtellinie mehr oder weniger eng anliegender, die Taille bedeckender Teil von Kleidungsstücken sowie veraltet das Mieder. Die Taille tritt zootomisch sowohl bei Insekten, wo sie zwischen Thorax und Abdomen liegt, als auch bei den meisten Wirbeltieren auf, wo sie sich zwischen Brustkorb und Hüfte befindet. Auch die engste Stelle des Resonanzkörpers zwischen Oberbreite bzw. Brustbreite und Unterbreite von Streich- und Zupfinstrumenten wird als Taille bezeichnet.

## Etymologie

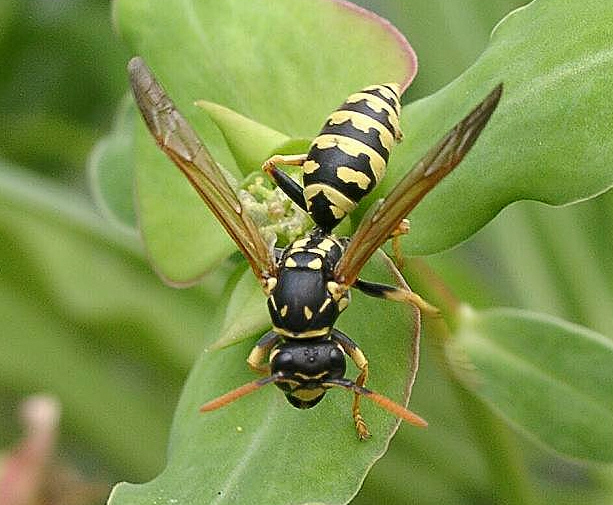
Auch Insekten können eine deutlich ausgeprägte Taille zeigen (vgl. Wespentaille)

Taille für die „schmalste Stelle des Körpers zwischen Brust und Hüfte“, „Gürtelgegend“, ist auch eine historische Bezeichnung für eine vom 15. Jahrhundert bis zur französischen Revolution von der königlichen Staatskasse in Frankreich erhobene Steuer (vgl. Taille – Steuer) und fand Mitte des 18. Jahrhunderts beide Verwendungen als Übernahme vom gleichbedeutenden französischen taille, das schon in der Mitte des 17. Jahrhunderts in dem heute nicht mehr üblichen Sinne „Größe“, „Form“, „Gestalt“, „Wuchs“, „Statur“ (insbesondere von Frauen) entlehnt wurde. Im Deutschen hatte sich Ende des 18. Jahrhunderts die Bedeutung „enganliegendes Leibchen“, „Mieder“ entwickelt. Das Altfranzösische taille: „das Schneiden“, „Zuschnitt“, „Form“, „Gestalt“, „Wuchs“, „Schneide“, „Kerbholz“, „Steuer“ (auch „Oberkörper“, „Gürtelgegend“) ist Verbalsubstantiv zu altfranzösisch taillier, französisch tailler „(zer)schneiden“, „zerlegen“, „zuschneiden“, aus spätlateinisch tāliāre „spalten“, „schneiden“, einer Ableitung von Lateinisch tālea „Stäbchen“, „Setzling“, „jedes abgeschnittene stabförmige Stück“.

## Schönheitsideal
Beim Menschen befindet sich bei Frauen die Taille etwa 2 bis 3 cm oberhalb des Bauchnabels, bei Männern ist die Lage etwas variabler und kann ober-, aber auch unterhalb des Nabels liegen; die Taille ist bei Frauen tendenziell schmaler ausgeprägt als bei Männern. Das Taille-Hüft-Verhältnis ist ein Maß, das den Taillenumfang in ein Verhältnis zum Hüftumfang setzt. Als gesundheitlich optimal werden Werte von unter 1,0 bei Männern und 0,85 bei Frauen angesehen. Dabei gelten Werte von 0,7 und darunter bei Frauen kulturunabhängig als besonders attraktiv. Bei Männern liegt dieser Wert bei ca. 0,9. Besonders schmale Taillen werden auch als Wespentaille bezeichnet (Taillierung). Um diese zu erreichen, können Korsetts verwendet werden. Der Taillenumfang ist ein wichtiges Kleidungsmaß, das bei normaler Atmung, aufrechter Haltung und entspanntem Unterleib gemessen wird.